# Bruno Zaremba
Pour les articles homonymes, voir Zaremba.
Bruno Zaremba, né le 7 avril 1955 à Fresnes-sur-Escaut et mort le 5 novembre 2018 dans la même ville, est un footballeur français.

## Biographie
Cet avant-centre est formé à Valenciennes. Cette figure emblématique du club nordiste a la réputation d'un fonceur pourvu d'une dextérité et d'une grande clairvoyance sur le terrain.
Il est le meilleur buteur du club valenciennois lors de la saison 1975-1976 avec 11 buts, pour la remontée de l'US Valenciennes-Anzin en Division 1, au sein d'une attaque composée des ailiers Patrick Jeskowiak et Didier Six. En 1977-1978, il est une nouvelle fois meilleur buteur du club avec 12 buts. 
Il rejoint la saison suivante le FC Metz. Il reprend le chemin de l'US Valenciennes-Anzin en 1980-1981 et évolue cette saison-là avec son frère Pascal Zaremba.
Il décède le 5 novembre 2018 dans son sommeil,.
En 2022, le magazine So Foot classe Bruno et Pascal Zaremba dans le top 1000 des meilleurs joueurs du championnat de France, à la 858e place.

## Carrière de joueur
- Stade fresnois (Fresnes-sur-Escaut)
- 1973-1978 :  US Valenciennes-Anzin
- 1978-1980 :  FC Metz
- 1980-1981 :  US Valenciennes-Anzin
- 1981-1985 :  UL Dunkerque
- 1985-1986 :  Stade poitevin PEPP
- 1986-1987 :  RC Arras[5]

## Palmarès
- International espoir français
- Vice-champion de France de D2 en 1975 avec l'US Valenciennes-Anzin